# William Legge (1. hrabia Dartmouth)
William Legge, 1. hrabia Dartmouth (ur. 1672, zm. 15 grudnia 1750), jedyny syn George'a Legge, 1. barona Dartmouth był brytyjskim politykiem.
Tytuł barona odziedziczył po ojcu w 1691 roku. W roku 1702 uczyniono go członkiem Rady Handlu i Plantacji – Board of Trade and Plantations, a 8 lat potem sekretarzem stanu południowego departamentu, a także jednym z dwóch urzędników przykładających szkocki sygnet do dokumentów dotyczących szkockich spraw.
W 1711 uczyniono go wicehrabią Lewisham i hrabią (Earl) Dartmouth. W roku 1713 złożył dotychczasowe urzędy by zostać Lordem Tajnej Pieczęci – Lord Privy Seal, które to stanowisko piastował do końca 1714 roku. Potem wycofał się z życia politycznego i aż do śmierci w 1750 nie piastował żadnych oficjalnych funkcji.
Jego najstarszy syn George Legge, wicehrabia Lewisham (ok. 1703-1732), zmarł przed nim pozostawiając mu na wychowanie wnuka Williama. Drugi syn Henry Bilson-Legge, był potem kanclerzem Izby Obrachunkowej.
Rodzina Dartmouth zyła w posiadłości Sandwell Hall w Sandwell Valley.